# Paral·lel 83° sud
El paral·lel 83° sud és una línia de latitud que es troba a 83 graus sud de la línia equatorial terrestre. Travessa l'Antàrtida i la seva plataforma de gel.

## Geografia
En el sistema geodèsic WGS84, al nivell de 83° de latitud sud, un grau de longitud equival a 13,611 km; la longitud total del paral·lel és de 4.900 km, que és aproximadament 12,0% de la de l'equador, del que es troba a 9.220 km i a 783 km del pol Sud

## Arreu del món
A partir del Meridià de Greenwich i cap a l'est, el paral·lel 83° sud passa per: 
| Zona                                          | Inici                                      | Fi                                         | Longitud (km) |
| --------------------------------------------- | ------------------------------------------ | ------------------------------------------ | ------------- |
| Antàrtida                                     | 83° 00′ S, 57° 58′ O / 83.000°S,57.967°O   | 83° 00′ S, 168° 33′ E / 83.000°S,168.550°E | 3.083         |
| Oceà Antàrtic (barrera de gel de Ross)        | 83° 00′ S, 168° 33′ E / 83.000°S,168.550°E | 83° 00′ S, 157° 08′ O / 83.000°S,157.133°O | 467           |
| Antàrtida                                     | 83° 00′ S, 157° 08′ O / 83.000°S,157.133°O | 83° 00′ S, 62° 19′ O / 83.000°S,62.317°O   | 1.291         |
| Oceà Antàrtic (barrera de gel Filchner-Ronne) | 83° 00′ S, 62° 19′ O / 83.000°S,62.317°O   | 83° 00′ S, 57° 58′ O / 83.000°S,57.967°O   | 59            |